# Granulicella sibirica
Granulicella sibirica es una especie de bacteria gramnegativa del género Granulicella. Fue descrita en el año 2019. Su etimología hace referencia a Siberia. Es aerobia e inmóvil. Tiene un tamaño de 0,3-0,5 μm de ancho por 1,5-5 μm de largo. Produce grandes cantidades de polisacárido extracelular, formando grandes conglomerados en cultivos viejos. Forma colonias circulares, opacas, de consistencia gomosa y de color rosa claro. Catalasa positiva y oxidasa negativa. Temperatura de crecimiento entre 2-30 °C, óptima de 20-25 °C. Es sensible a los antibióticos lincomicina, novobiocina y kanamicina. Resistente a ampicilina, cloranfenicol, gentamicina, estreptomicina y neomicina. Tiene un genoma de 6,1 Mpb y un contenido de G+C de 59,8%. Se ha aislado de suelo forestal en la tundra en la región de Nadym, Siberia del oeste, Rusia. 